# 枣园镇 (临沂市)
枣沟头镇，是中华人民共和国山東省临沂市兰山区下辖的一个乡镇级行政单位。2015年枣沟头镇更名为枣园镇。

## 行政区划
枣沟头镇下辖以下地区：
大枣沟头社区、小枣沟头社区、义和屯社区、琅琊庄社区、匡庄院社区、谭家庄社区、俄庄社区、小朝沂嘉苑社区、陆庄华鑫社区、集西社区、北店子社区、北曲坊社区、徐庄社区、郑家庄村、小林庄村、大桥村、候家窝村、东风村、刘家官庄村、柳河村、姚家庄村、小姜庄村、大朝沂村、陶家庄村、林家庄村、沟东村、大朱坞村、庞家村、竹子园村、薛家村、孟家村、李家宅村、王花村、周家庄村、花园村、全家林村、曹家屯村、高庄村、庙后村、杜家庄村、胡家庄村、北砚台岭村、小官庄村、解家洼村、平和庄村、阎家屯村、柳家沟村、小北屯村、龙虎庄村和大姜庄村。